# Eretmograptis coniodoxa
Eretmograptis coniodoxa is een vlinder uit de familie grasmineermotten (Elachistidae). De wetenschappelijke naam van deze soort is voor het eerst geldig gepubliceerd in 1938 door Meyrick.
De soort komt voor in tropisch Afrika.